# Rivière à la Loutre (rivière du Sud)
Pour les articles homonymes, voir Loutre (homonymie) et Rivière à la Loutre.
La rivière à la Loutre traverse les municipalités de Saint-Paul-de-Montminy et de Sainte-Euphémie-sur-Rivière-du-Sud, dans la municipalité régionale de comté de Montmagny, dans la région administrative de Chaudière-Appalaches, au Québec, au Canada.
La rivière à la Loutre est un affluent de la rive sud de la rivière du Sud (Montmagny) laquelle coule d'abord vers le sud-ouest, puis vers le nord-est jusqu'à la rive sud du fleuve Saint-Laurent.

## Géographie
La rivière à la Loutre" prend sa source en zone montagneuse dans le 1er rang de la municipalité de Saint-Paul-de-Montminy dans les Monts Notre-Dame.
À partir de sa source, la rivière à la Loutre" coule dans une vallée encaissée sur 7,0 km selon les segments suivants :
- 2,7 km vers le nord-ouest, jusqu'au chemin du rang Sainte-Anne-Ouest ;
- 2,8 km vers l'ouest, en traversant la route Sirois-Sud, jusqu'à la rue principale ouest qu'elle coupe à 1,2 km au sud-ouest du centre du village de Sainte-Euphémie-sur-Rivière-du-Sud ;
- 1,5 km vers l'ouest en recueillant un ruisseau (venant de l'est), jusqu'à sa confluence.

La rivière à la Loutre" se déverse sur la rive sud de la rivière du Sud (Montmagny) près de la limite des municipalités de Armagh et de Sainte-Euphémie-sur-Rivière-du-Sud.

## Toponymie
Ce toponyme figure sur une carte datée de 1952.
Le toponyme Rivière à la Loutre a été officialisé le 5 décembre 1968 à la Commission de toponymie du Québec.